# Yuki Urushibara
Yuki Urushibara (漆原 友紀 Urushibara Yuki; Prefettura di Yamaguchi, 23 gennaio 1974) è una fumettista giapponese. Ha vinto nel 2004 il "premio all'eccellenza" nella categoria manga del Japan Media Arts Festival e nel 2006 il premio Kodansha per i manga nella categoria "generale". 

## Opere
- Mushishi (蟲師?) (1999-2008), 10 volumi.
- Filament (フィラメント~漆原友紀作品集~?) (2004), volume unico, raccolta di one-shot.
- Suiiki (水域?) (2009-2010), 2 volumi